# 新疆维吾尔自治区高级人民法院伊犁哈萨克自治州分院
新疆维吾尔自治区高级人民法院伊犁哈萨克自治州分院是中华人民共和国最高人民法院新疆维吾尔自治区高级人民法院的派出机构。
该分院的组成人员（院长、副院长、审判委员会委员、庭长、副庭长、审判员）由伊犁哈萨克自治州人民代表大会常务委员会任免，而不是如同新疆维吾尔自治区高级人民法院及兵团分院那样由自治区人大常委会任免。该分院向伊犁哈萨克自治州人民代表大会报告工作，接受监督领导。

## 沿革
该院的前身伊犁哈萨克自治州人民法院成立于1955年9月。1958年10月，该院更名为新疆维吾尔自治区高级人民法院伊犁哈萨克自治州分院。
1975年8月29日，中华人民共和国国务院批准成立县级市奎屯市，直属伊犁哈萨克自治州管辖。基层人民法院新疆维吾尔自治区奎屯市人民法院的上诉法院即为新疆维吾尔自治区高级人民法院伊犁哈萨克自治州分院。
2001年，随着伊犁地区的撤销，新疆维吾尔自治区伊犁地区中级人民法院也被撤销，该中级人民法院对应的8县1市的基层人民法院的上诉法院由新疆维吾尔自治区伊犁地区中级人民法院变更为新疆维吾尔自治区高级人民法院伊犁哈萨克自治州分院。这8县1市为：伊宁市、伊宁县、霍城县、巩留县、新源县、昭苏县、特克斯县、尼勒克县、察布查尔锡伯自治县。
截至2008年底，该院内设机构18个，人员编制181名，辖塔城地区、阿勒泰地区2个中级人民法院和伊犁哈萨克自治州全州24个县市基层人民法院，行使高级人民法院的部分职能和中级人民法院的全部职能。
该院被新疆维吾尔自治区高级人民法院评为“2010年全区分、中院绩效考评优秀单位”。

## 管辖
本院辖区为伊犁哈萨克自治州。本院职权为：
1. 行使高级人民法院的职权：审理塔城地区、阿勒泰地区中级人民法院一审的刑事、民事、行政上诉案件。死刑二审（以前的死刑复核）由新疆维吾尔自治区高级人民法院负责。
2. 行使中级人民法院的职权：审理伊犁哈萨克自治州直属10个县市的重大危害国家安全的一审案件、涉外案件和应当由中级人民法院审理的刑事、民商事、行政等一审案件，审理伊犁哈萨克自治州直属10个县市基层法院一审的刑事、民商事、行政上诉案件。
3. 依照审判监督程序审理全州各级法院已发生法律效力的刑事、民商事和行政案件，审理伊犁哈萨克自治州人民检察院抗诉的各类案件。[3][4]
4. 指导、监督伊犁哈萨克自治州各级人民法院的审判工作。[3]

## 机构设置
- 审判委员会

### 审判机构
- 立案一庭
- 立案二庭
- 刑一庭
- 刑二庭
- 民一庭
- 民二庭
- 民三庭
- 行政庭
- 执行局（执行一庭、执行二庭）[3]
- 审判监督庭
- 纪检组
- 政治部
- 机关党委
- 办公室
- 监察室
- 审判管理办公室
- 研究室
- 编译室
- 技术室
- 宣传教育处
- 老干部处
- 司法警察总队
- 信访办[3]

## 历任领导
院长
- 艾比丁·卡斯木（？—？）[6]
- 努尔兰·阿不都满金（1993年5月—2001年7月）
- 阿德勒别克·德肯（2002年3月—2008年）[7]（2002年2月-3月任代院长）
- 那吾尔孜拜·穆尔扎别克（2008年—2012年）
- 托汗·拜都拉（2012年—）[8]（2015年1月由副厅长级升为厅长级[9]）

副院长

## 对应中级人民法院
- 新疆维吾尔自治区塔城地区中级人民法院
- 新疆维吾尔自治区阿勒泰地区中级人民法院

## 对应基层人民法院
另外，该院还是以下10个基层人民法院的上诉法院：
- 新疆维吾尔自治区奎屯市人民法院
- 新疆维吾尔自治区伊宁市人民法院
- 新疆维吾尔自治区伊宁县人民法院
- 新疆维吾尔自治区特克斯县人民法院
- 新疆维吾尔自治区巩留县人民法院
- 新疆维吾尔自治区昭苏县人民法院
- 新疆维吾尔自治区尼勒克县人民法院
- 新疆维吾尔自治区察布查尔锡伯自治县人民法院
- 新疆维吾尔自治区霍城县人民法院
- 新疆维吾尔自治区新源县人民法院